# لالدوسا ده لا ماسانا
لالدوسا ده لا ماسانا (به لاتین: L'Aldosa de la Massana) یک روستا در آندورا است که در لا ماسانا واقع شده‌است.